# Dominik Müller

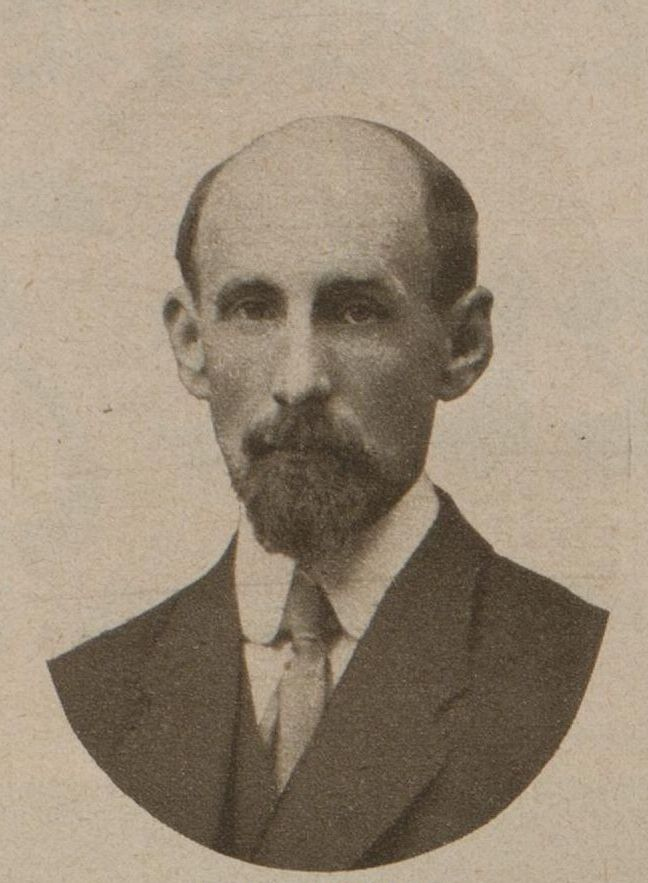
Dominik Müller, um 1916

Dominik Müller (* 16. Januar 1871 in Basel; † 6. April 1953 oder 11. April 1953 in Uerikon oder Zürich; heimatberechtigt in Fraubrunnen und Basel), eigentlich Paul Schmitz, war ein Schweizer Autor, Mundartdichter und Journalist.

## Leben
Dominik Müller (bürgerlicher Name: Paul Schmitz) wurde geboren als Sohn des Uhrmachers Paul Othmar Schmitz und der Bertha Luise Cäcilie, geb. Schabelitz. Er wuchs in Basel auf und studierte Germanistik und Romanistik an den Universitäten Basel und Zürich. Müller gründete den Basler literarischen Verein «Basilea», dessen Aktuar er von 1887 bis 1889 war. Nach einem Studienabschluss ohne Diplom reiste er 1893 nach Russland, wo er sich mit der Russin Helena Devotschkina verheiratete. Der Ehe entstammte eine Tochter. Schmitz entfloh dem Eheleben aber schon bald und kehrte nach Aufenthalten in Basel, Berlin und Moskau 1897 in die Schweiz zurück und liess seine Ehe scheiden. Er schrieb Theaterkritiken und war als Lehrer in einem Internat bei Zug tätig. Ende 1899 ging er nach Madrid, wo er als Hauslehrer und Journalist arbeitete und sich mit dem Schriftsteller Pío Baroja befreundete, dessen Werke er übersetzte. 1902 kehrte er nach Basel zurück. Ende 1904 gründete er zusammen mit Albert Graeter (1873–1916) die gesellschaftskritische Zeitschrift Der Samstag, in der er Gedichte und Glossen veröffentlichte. Im Mai 1908 veröffentlichte er erstmals ein Gedicht in der Basler Mundart: "s Hebeldänkmol und der Hebelplatz". 1911 heiratete er in Biarritz seine zweite Frau Lydia Dechanova, Tochter eines russischen Generals. 1913 wurde der Sohn Georg in Basel geboren. 1916 erhielt er zusammen mit zwei weiteren Autoren den Preis der Schweizerischen Schiller-Stiftung, 1928 eine Ehrengabe der Martin-Bodmer-Stiftung für einen Gottfried-Keller-Preis. 1920–1928 arbeitete Dominik Müller als Hilfskraft am Staatsarchiv des Kantons Basel-Stadt. 1930–1932 war er als Redaktor für den Schweizerischen Beobachter tätig, bis er sich mit dem Verleger Max Ras zerstritt. 1932 lancierte er eine Neuausgabe der Zeitschrift "Der Samstag", die er wegen des mangelnden Erfolges 1934 wieder einstellen musste. Er wurde von Freunden, darunter dem Goldschmied und Musiker Adolf Zinsstag, durch die Vermittlung von Arbeitsstellen und Zuwendungen unterstützt und erhielt 1937 schliesslich eine Staatspension für seine dichterischen Leistungen. Nachdem er Anfang 1939 jedoch den Gedichtband Zwischen den Mächten veröffentlicht hatte, in dem er Sympathien für das Dritte Reich und die Frontenbewegung bekundete, wurde ihm diese Pension vom basel-städtischen Grossen Rat auf Antrag des Regierungsrats wieder gestrichen. 1940 zog er nach Zürich, später nach Uerikon (ZH).
Müller schrieb Gedichte, Theaterstücke, Erzählungen, Satiren und Glossen sowohl in hochdeutscher wie auch in baseldeutscher Sprache. Seine Schriften widerspiegeln seine konservative und antisemitische Einstellung. Der Journalist Christof Wamister bezeichnet Müller als «nach Hebel Basels bedeutendsten Dialektdichter».

## Werke
- Verse. Samstagsverlag, Basel 1908, OCLC 78396232.
- Neue Verse. Samstagsverlag, Basel 1910, OCLC 80990556.
- Verse. 3. Bändchen. Samstagverlag, Basel 1913, OCLC 82827544.
- S’Ibergangsstadium / Bloggti Lyt / In dr Maienacht (= Basler Theater. Nr. 1). Samstagsverlag, Basel 1914, OCLC 600323535.
- Die kalte Pastete etcetera. Wepf/Schwabe, Basel, 1915, OCLC 72587293.
- 5 Tage in Belgien. Reise-Eindrücke, Basel 1915, OCLC 671516021.
- Im Winggel: Allerhand Baseldytsches. Wepf/Schwabe, Basel 1917, OCLC 1331885684.
- Dominik Mueller’s Liebesleier. Wepf, Basel 1917, OCLC 1377759940.
- Mit Emil Wiedmer, Gertrud Pfander und H. Mühlestein, herausgegeben von Paul Kaegi: Silhouetten, eine Anthologie schweizerischer Lyrik. Schwabe, Basel 1917, OCLC 808306490.
- Spanische Geschichten (= Schweizerische Erzähler. Bd. 22). Huber, Frauenfeld/Leipzig 1918, OCLC 72633756.
- Mein Basel: Alte und neue Verse. Schwabe, Basel 1920.
- Wir wöllent nit! Eine vaterländische Unterhaltung mit Zwischenfällen. Haupt, Basel 1920.
- Zeitgedichte. Schwabe, Basel 1921.
- ’S pfupft. Einakter. Schwabe, Basel 1921.
- Baseldeutsche Szenen. Schwabe, Basel 1921.
- Dominik Müller’s Basler Theater. Stückchen und Szenen. 2., stark vermehrte Auflage. Schwabe, Basel 1922.
- Herrn und Frau Bims Romreise. Komisches Epos in elf Gesängen. Schwabe, Basel 1922.
- Dr Schtaatsnagel. Phantasiestückchen in einem Akt (= Theaterstücke des Verbandes Schweizer. Dialekt-Bühnen. Serie Basel. H. 10). Selbstverlag des Quolibet, Basel 1926.
- Im Schwäfelbeeedli. Baseldeutsches Lustspiel in einem Akt (= Theaterstücke des Verbandes Schweizer. Dialekt-Bühnen. Serie Basel. H. 11). Selbstverlag des Quolibet, Basel 1926.
- Grete Biest, oder: Politik und Liebe. Verskomödie in 1 Akt. Auer-Presse, Lörrach 1927.
- Basler Historien und Histörchen / in Reime gebracht von Dominik Müller. Schwabe, Basel 1927.
- Sammelsurium poeticum. Wepf, Basel 1928.
- Felix Grollimunds russisches Abenteuer. Roman. Grethlein, Zürich/Leipzig 1930.
- D’Mamme verzellt: Baseldytschi Gschichtli. Majer, Basel 1933.
- Vor Torschluss: Allerhand neue Verse. Samstags-Verlag, Basel 1935.
- Jakob Sonderlins Ueberraschungen und andere Geschichten. Morgarten-Verlag, Zürich 1936.
- Disteln. Samstags-Verlag, Basel 1937.
- Zwischen den Mächten: Politische und andere Verse. Samstags-Verlag, Basel 1939.
- Ich weiss eine Stadt. Hrsg. von Dieter Fringeli und Fridolin Leuzinger. Nachtmaschine, Basel 1985, ISBN 3-85816-049-0.